# Taeniodonta
Die Taeniodonta sind eine ausgestorbene Säugetiergruppe, die vom frühen Paläozän bis zum mittleren Eozän lebte und nur aus Nordamerika bekannt ist. Die Körpergröße der Taeniodonta variierte von 5 Kilogramm bei den früheren Vertretern bis über 100 Kilogramm bei den schwersten Arten. 
Die früheren Vertreter wie Onychodectes waren durch einen generalisierten Körperbau gekennzeichnet und waren vermutlich Allesfresser. Die Eckzähne waren vergrößert und die Backenzähne hochkronig. Der Körperbau deutet an, dass sie gut klettern konnten und möglicherweise eine den Opossums ähnliche Lebensweise hatten.
Die späteren Vertreter, von denen Stylinodon die wohl bekannteste Art darstellt, waren größer und wiesen einen deutlich kräftigeren Schädelbau auf. Die oberen Schneidezähne waren vergrößert und wurzellos. Auch die Eckzähne waren deutlich vergrößert und meißelartig ausgebildet, die Backenzähne hatten eine zugespitzte Form. Die kräftigen Vorderbeine trugen lange, flache Krallen. Der Körperbau dieser Tiere weist Ähnlichkeiten mit dem der Erdferkel auf, die Bezahnung deutet aber darauf hin, dass sie sich vorrangig von Wurzeln und Knollen ernährten, die sie aus dem Boden gruben.
Die Beziehungen zu anderen Säugetiergruppen sind unklar, oft werden sie als Verwandte der Palaeoryctidae oder Pantolestidae betrachtet, zwei ausgestorbene Gruppen mit ebenfalls unklarer Zugehörigkeit. Manchmal werden sie in die große Gruppe der Cimolesta eingegliedert, die aber wahrscheinlich keine natürliche Gruppe darstellt, sondern nur als „Papierkorb“ für einige nicht zuordenbare Taxa dient.